# Сета Тацухіко
Сета Тацухіко (яп. 瀬田 龍彦, нар. 15 січня 1952, Івате —) — японський футболіст, що грав на позиції воротаря.

## Клубна кар'єра
Грав за команду Хітачі.

## Виступи за збірну
Дебютував 1973 року в офіційних матчах у складі національної збірної Японії. У формі головної команди країни зіграв 25 матчів.

## Статистика
Статистика виступів у національній збірній.
| Збірна Японії | Збірна Японії | Збірна Японії |
| Роки          | Ігри          | голи          |
| ------------- | ------------- | ------------- |
| 1973          | 2             | 0             |
| 1974          | 3             | 0             |
| 1975          | 5             | 0             |
| 1976          | 14            | 0             |
| 1977          | 0             | 0             |
| 1978          | 0             | 0             |
| 1979          | 0             | 0             |
| 1980          | 1             | 0             |
| Усього        | 25            | 0             |